# Pic North Chalone
Le pic North Chalone, en anglais North Chalone Peak, est un sommet montagneux américain à la limite du comté de Monterey et du comté de San Benito, en Californie. Il culmine à 1 007 mètres d'altitude dans le chaînon Gabilan. Il est protégé au sein du parc national des Pinnacles, dont il est le point culminant, mais aussi, à l'exception de son versant nord-ouest, de la Hain Wilderness, dont il est également le plus haut sommet.
Le pic est couronné par une tour de guet contre les incendies construite en 1952, le Chalone Peak Lookout.